# Niels Turin Nielsen
Niels Christian Congo Turin Nielsen (også nogle steder skrevet Turin-Nielsen, født 22. januar 1887 på Frederiksberg, død 9. juni 1964 på Frederiksberg) var en dansk gymnast, som deltog i de olympiske lege 1908 og 1920.

## Gymnastikkarriere
Ved begge olympiske lege konkurrerede han i holdgymnastik. I 1908 i London var han del af et 24 mand stort hold, der endte på fjerdepladsen i holdgymnastik. I 1920 vandt han sammen med 19 andre danske deltagere guldmedalje i holdgymnastik efter frit system. Holdet var sikret medalje på forhånd, da kun to nationer stillede op. Danmark fik 51,35 point på førstepladsen, mens Norge vandt sølv med 48,55 point.